# Ligne 5 du métro de Hangzhou
La ligne 5 du métro de Hangzhou (en chinois: 杭州地铁5号线) est, chronologiquement, la quatrième ligne du métro de Hangzhou. La ligne comprend 40 stations, dont 14 stations des correspondances. La section entre la station de Liangmu Road et Shanxian a ouvert le 24 juin 2019. La section restante (Jinxing-Rue Liangmu et Shanxian-Guniangqiao, hors Pont Baoshan et Gare de Hangzhou-Sud) a ouvert le 23 avril 2020. La station Gare de Hangzhou-Sud a ouvert le 30 juin 2020.  

## Histoire

### Chronologie
- 24 juin 2019 : Ouverture de la section Ch. Liangmu-Shanxian
- 23 avril 2020 : Prolongation de la ligne de Ch. Liangmu à Jinxing, aussi de Shanxian à Guniangqiao, sauf les stations Pont Baoshan et Gare de Hangzhou-Sud.
- 30 juin 2020 : Ajout de la station Gare de Hangzhou-Sud.
- 1er avril 2022 : Ajout de la station Pont Baoshan.

## Caractéristiques

### Liste des stations
Voici les stations en construction de la ligne 5.
Remarque : Les stations en italique ne sont pas en service maintenant[Quand ?]. 

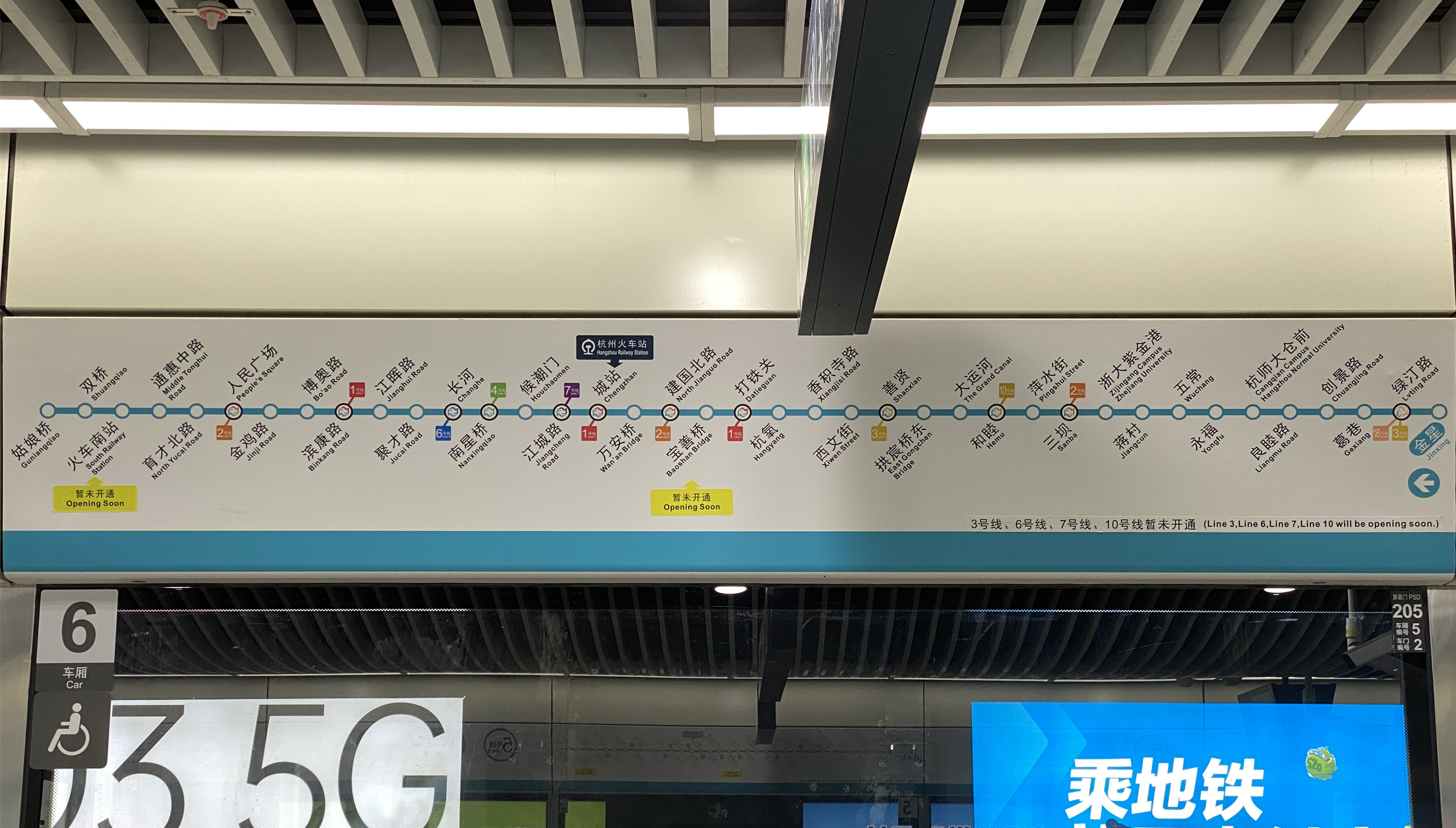
Liste des stations sur portes de sécurité

| Nom de la station | Nom de la station                                  | Nom de la station                           | Correspondances      | Quartier   | Date d'ouverture |
| Chinois           | Français                                           | Anglais                                     | Correspondances      | Quartier   | Date d'ouverture |
| ----------------- | -------------------------------------------------- | ------------------------------------------- | -------------------- | ---------- | ---------------- |
|                   |                                                    |                                             |                      |            |                  |
| 南湖东            | Nanhu-Est                                          | East Nanhu                                  |                      | Yuhang     | 1 janvier 2025   |
| 金星              | Jinxing                                            | Jinxing                                     |                      | Yuhang     | 23 avril 2020    |
| 绿汀路            | Chemin Lüting                                      | Luting Road                                 | 3 16                 | Yuhang     | 23 avril 2020    |
| 葛巷              | Gexiang                                            | Gexiang                                     |                      | Yuhang     | 23 avril 2020    |
| 创景路            | Chemin Chuangjing                                  | Chuangjing Road                             | 19                   | Yuhang     | 23 avril 2020    |
| 良睦路            | Chemin Liangmu                                     | Liangmu Road                                |                      | Yuhang     | 24 juin 2019     |
| 杭师大仓前        | Campus de Cangqian, Université normale de Hangzhou | Cangqian Campus, Hangzhou Normal University |                      | Yuhang     | 24 juin 2019     |
| 永福              | Yongfu                                             | Yongfu                                      |                      | Yuhang     | 24 juin 2019     |
| 五常              | Wuchang                                            | Wuchang                                     |                      | Yuhang     | 24 juin 2019     |
| 蒋村              | Jiangcun                                           | Jiangcun                                    |                      | Xihu       | 24 juin 2019     |
| 浙大紫金港        | Campus de Zijingang, Université de Zhejiang        | Zijingang Campus, Zhejiang University       |                      | Xihu       | 24 juin 2019     |
| 三坝              | Sanba                                              | Sanba                                       | 2                    | Xihu       | 24 juin 2019     |
| 萍水街            | Rue Pingshui                                       | Pingshui Street                             |                      | Gongshu    | 24 juin 2019     |
| 和睦              | Hemu                                               | Hemu                                        | 10                   | Gongshu    | 24 juin 2019     |
| 大运河            | Le grand canal                                     | The Grand Canal                             |                      | Gongshu    | 24 juin 2019     |
| 拱宸桥东          | Pont Gongchen Est                                  | East Gongchen Bridge                        |                      | Gongshu    | 24 juin 2019     |
| 善贤              | Shanxian                                           | Shanxian                                    | 3                    | Gongshu    | 24 juin 2019     |
| 西文街            | Rue Xiwen                                          | Xiwen Street                                |                      | Gongshu    | 23 avril 2020    |
| 东新园            | Dongxinyuan                                        | Dongxinyuan                                 |                      | Gongshu    | 23 avril 2020    |
| 杭氧              | Hangyang                                           | Hangyang                                    |                      | Gongshu    | 23 avril 2020    |
| 打铁关            | Datieguan                                          | Datieguan                                   | 1                    | Gongshu    | 23 avril 2020    |
| 宝善桥            | Pont Baoshan                                       | Baoshan Bridge                              |                      | Gongshu    | 1 avril 2022     |
| 建国北路          | Chemin Jianguo-Nord                                | North Jianguo Road                          | 2                    | Gongshu    | 23 avril 2020    |
| 万安桥            | Pont Wan'an                                        | Wan'an Bridge                               |                      | Shangcheng | 23 avril 2020    |
| 城站              | Gare de la ville                                   | Chengzhan                                   | 1 Gare de Hangzhou   | Shangcheng | 23 avril 2020    |
| 江城路            | Rue Jiangcheng                                     | Jiangcheng Road                             | 7                    | Shangcheng | 23 avril 2020    |
| 候潮门            | Houchaomen                                         | Houchaomen                                  |                      | Shangcheng | 23 avril 2020    |
| 南星桥            | Nanxingqiao                                        | Nanxingqiao                                 | 4                    | Shangcheng | 23 avril 2020    |
| 长河              | Changhe                                            | Changhe                                     | 6                    | Binjiang   | 23 avril 2020    |
| 聚才路            | Rue Jucai                                          | Jucai Road                                  |                      | Binjiang   | 23 avril 2020    |
| 江晖路            | Chemin Jianghui                                    | Jianghui Road                               |                      | Binjiang   | 23 avril 2020    |
| 滨康路            | Chemin Binkang                                     | Binkang Road                                | 1                    | Binjiang   | 23 avril 2020    |
| 博奥路            | Rue Bo'ao                                          | Bo'ao Road                                  |                      | Xiaoshan   | 23 avril 2020    |
| 金鸡路            | Rue Jinji                                          | Jinji Road                                  |                      | Xiaoshan   | 23 avril 2020    |
| 人民广场          | Place des peuples                                  | People's Square                             | 2                    | Xiaoshan   | 23 avril 2020    |
| 育才北路          | Rue Yucai-Nord                                     | North Yucai Road                            |                      | Xiaoshan   | 23 avril 2020    |
| 通惠中路          | Rue Tonghui-centre                                 | Middle Tonghui Road                         |                      | Xiaoshan   | 23 avril 2020    |
| 火车南站          | Gare du Sud                                        | South Railway Station                       | Gare de Hangzhou-Sud | Xiaoshan   | 30 juin 2020     |
| 双桥              | Shuangqiao                                         | Shuangqiao                                  |                      | Xiaoshan   | 23 avril 2020    |
| 姑娘桥            | Guniangqiao                                        | Guniangqiao                                 | Shaoxing 1           | Xiaoshan   | 23 avril 2020    |
|                   |                                                    |                                             |                      |            |                  |

Quelques stations
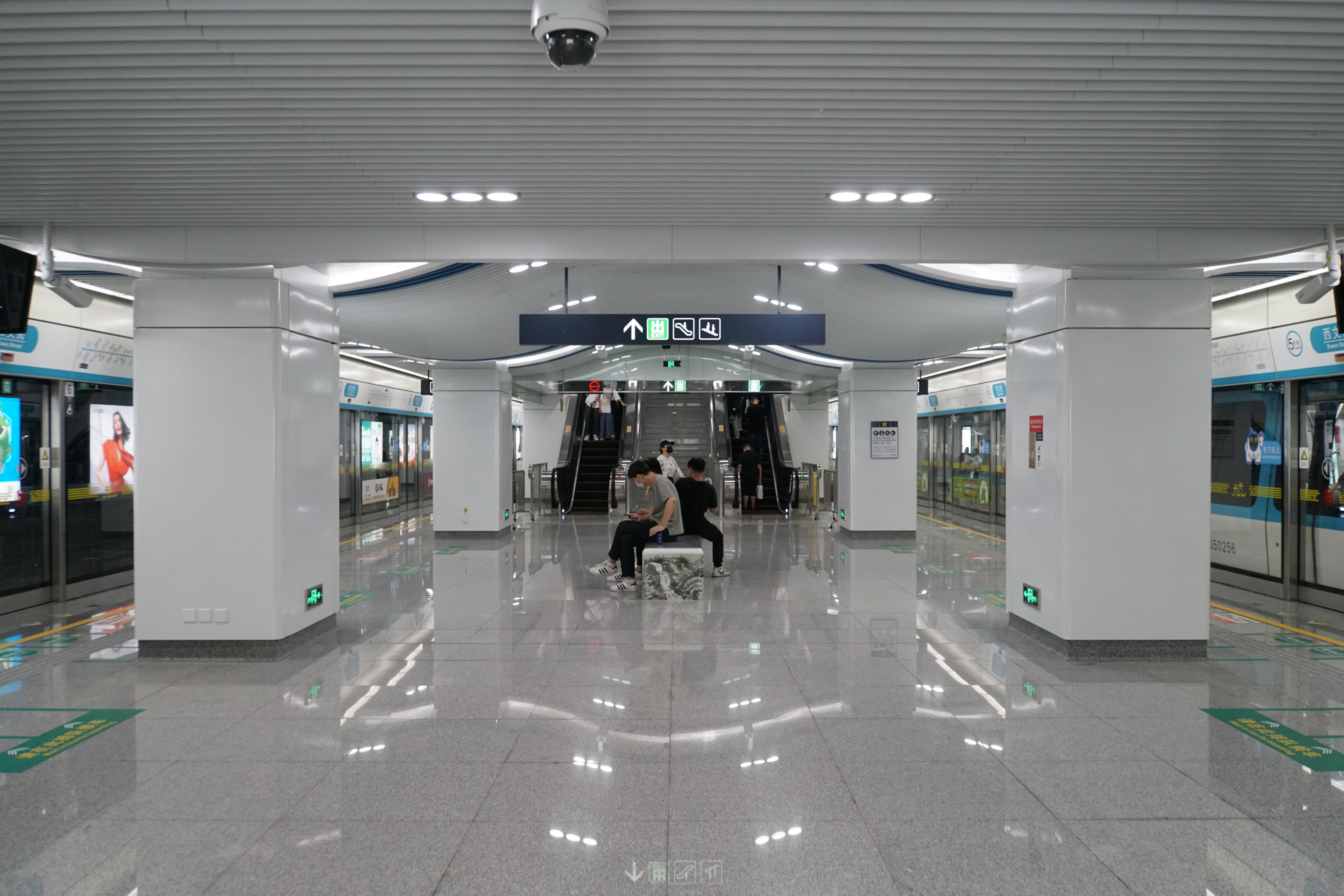
Rue Xiwen.
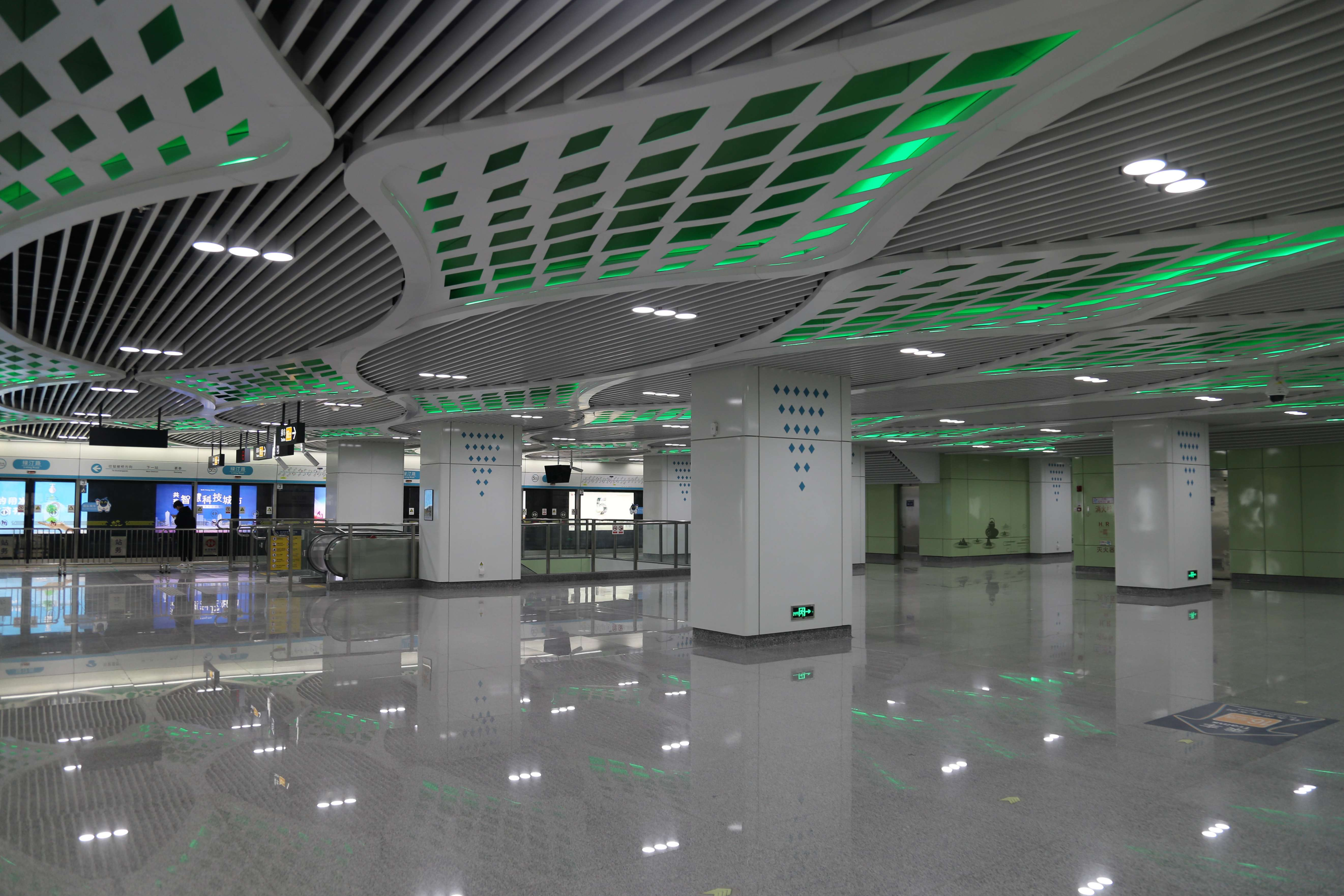
station Rue Lvting.
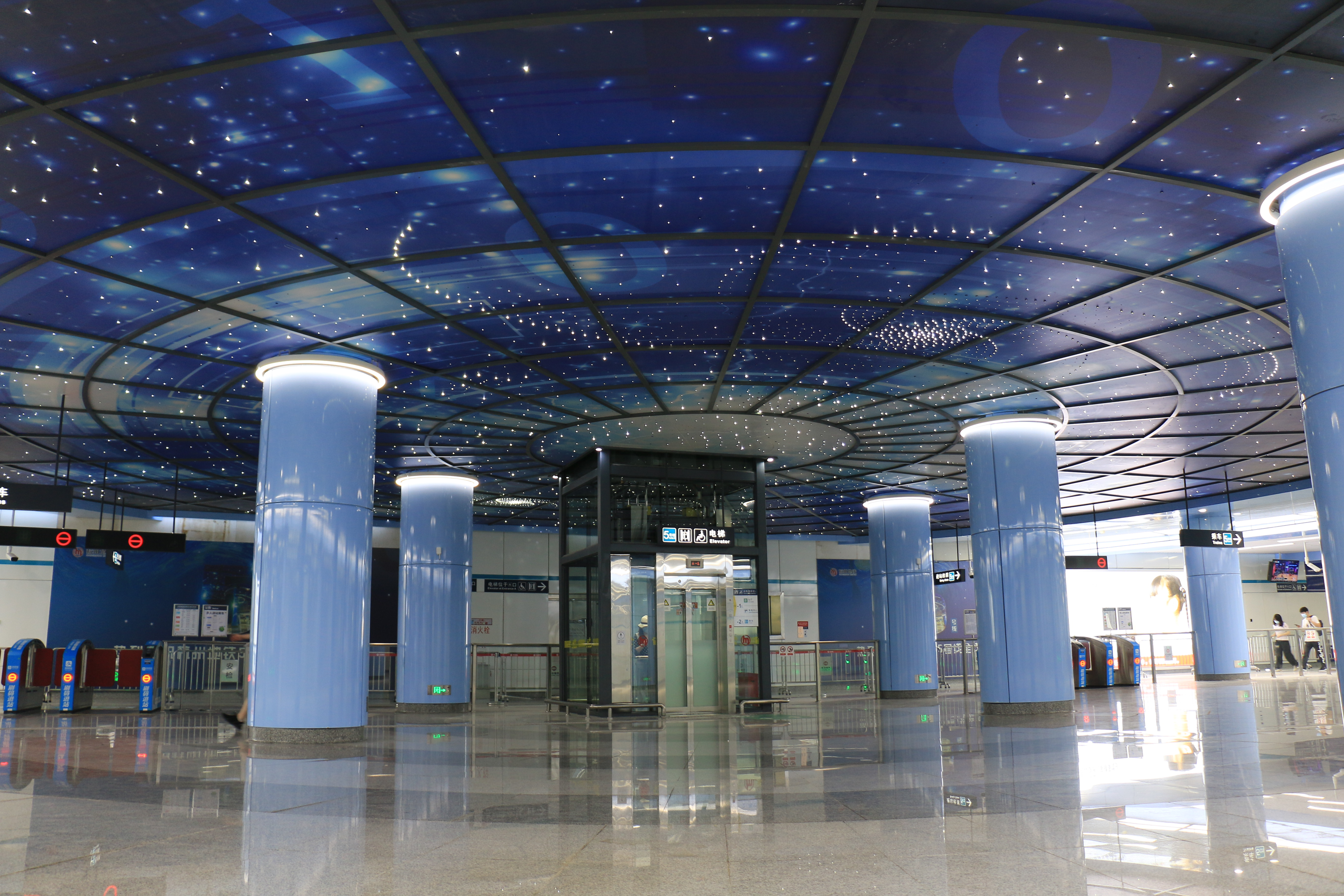
Hall de la station Rue Chuangjing.
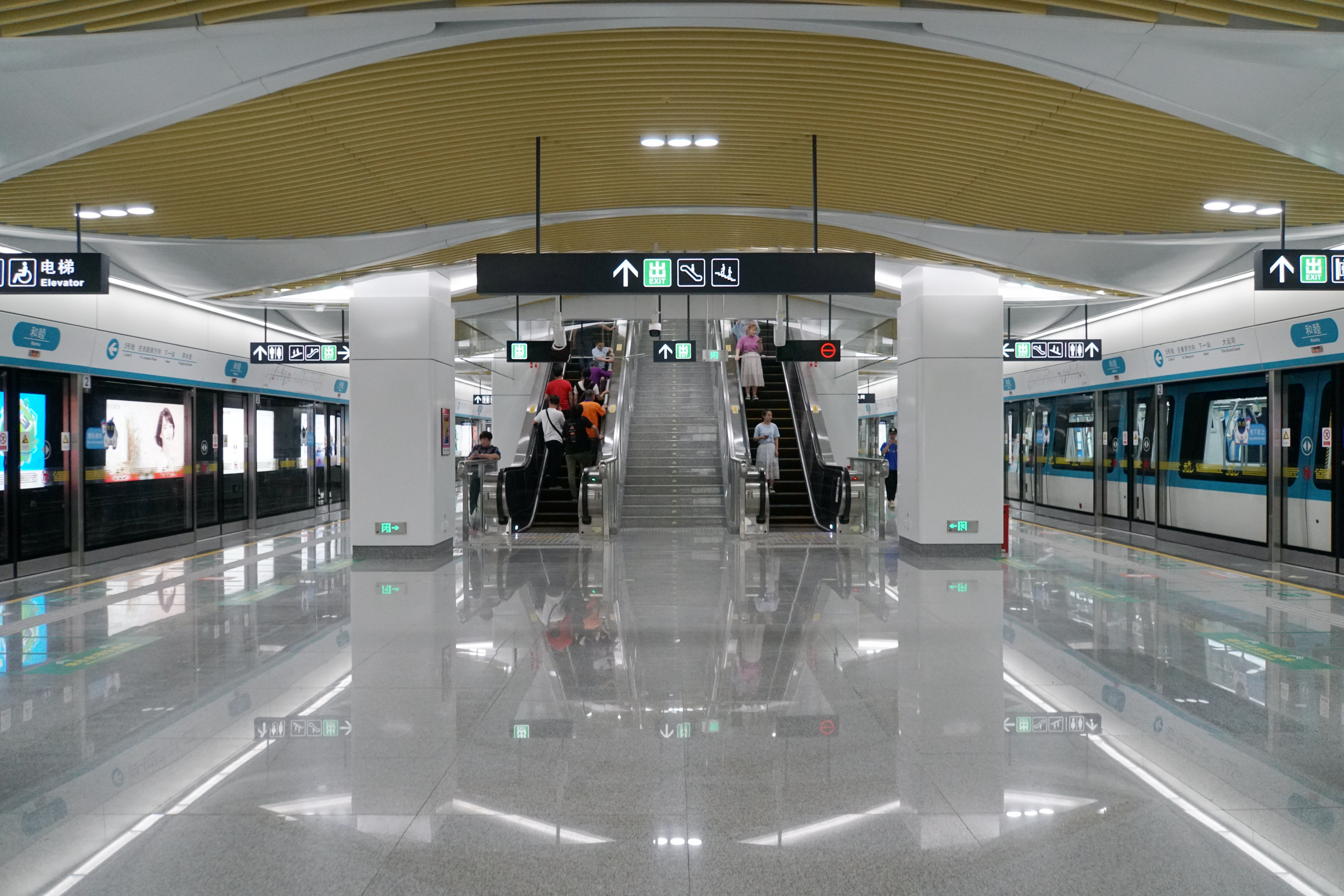
Station Hemu.